# Fietstoerisme
Fietstoerisme is een vorm van fietsen waarbij men lange afstanden per fiets aflegt, met als belangrijkste doel het bezichtigen van landschappen en het plezier vinden in het fietsen. Dit doel is belangrijker in het fietstoerisme dan de snelheid waarmee men de afstanden aflegt. Het kan gaan om eendaagse reizen tot reizen die weken kunnen duren.

## Typen

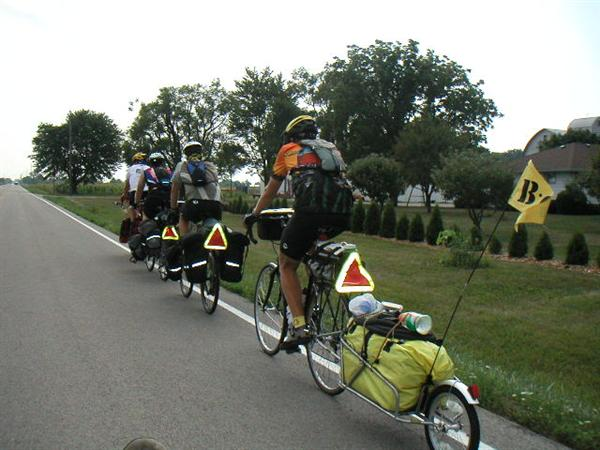
Fietstoeristen in Ohio, Verenigde Staten.

De afstanden van fietstoerisme kunnen ver uit elkaar liggen. Afhankelijk van de fysieke toestand van de fietser, de snelheid en het aantal pauzes tussenin wordt zo'n 50 tot 150 kilometer per dag afgelegd. Een korte reis kan een paar dagen duren, maar men maakt ook reizen waarbij men de hele wereld rondfietst, of een land doorkruist.
Er zijn veel verschillende soorten fietstoerisme:
CreditkaartreisDe fietser heeft een minimum aan bagage en geld mee. Hij of zij slaapt in jeugdherbergen, hotels en B&B's. Eten wordt gekocht in cafés, restaurants en winkels.
Ultralichte reisVerschillend van creditkaartreis omdat de fietser enkel basisbehoeftes bij zich heeft.
Volgeladen reisDe fietser heeft alles mee wat hij nodig heeft, met onder andere voedsel, kookelementen en een tent.
ExpeditiereisDe fietser fietst intensief en langere afstanden per dag. Hij of zij heeft ook al het noodzakelijke mee om op zichzelf te kunnen overleven.
OffroadreisDe fietser volgt niet de klassieke wegen, maar behelpt zich met een topografische kaart en fietst op onverharde wegen. Hij of zij heeft zo weinig mogelijk bagage bij.
Ondersteunde reisDe fietser worden gevolgd door een motorfiets of auto. Dit voertuig vervoert de meeste bagage. Vaak worden deze reizen in groep georganiseerd en worden ze gecommercialiseerd.
DagreisDeze reizen verschillen erg van elkaar. Soms worden ze individueel gedaan of in groep, ook de lengte verschilt.
StadstourDe fietser volgt een gids en laat spullen achter bij het beginpunt. Soms worden ze individueel gedaan of in groep.